# Lyropteryx canens
Lyropteryx canens är en fjärilsart som beskrevs av Hans Ferdinand Emil Julius Stichel 1910. Lyropteryx canens ingår i släktet Lyropteryx och familjen Riodinidae. Inga underarter finns listade i Catalogue of Life.